# Messier 86
Messier 86 (M86) även känd som NGC 4406, är en elliptisk eller linsformad galax i stjärnbilden Jungfrun. Den upptäcktes 1781 av Charles Messier  som införde den som nummer 86 i sin katalog. 
Messier 86 ligger i hjärtat av Virgohopen av galaxer och bildar en mycket iögonfallande grupp med en annan stor galax känd som Messier 84. Den visar den högsta blåförskjutningen av alla Messierobjekt, som är netto av dess egenrörelsevektorer, och närmar sig Vintergatan med 244 km/s. Detta beror på att båda galaxerna rör sig ungefär mot mitten av Virgohopen från motsatta sidor.

## Egenskaper
Messier 86 befinner sig på ett avstånd av 52 miljoner ljusår. Den är länkad med flera trådar av joniserad gas till den allvarligt störda spiralgalaxen NGC 4438, vilket tyder på att M86 kan ha tagit bort lite gas och interstellärt stoft från spiralen. Den lider också av massförluster genom friktion när den rör sig med hög hastighet genom Virgohopens interklustermedium, som minskar dess interstellära medium och lämnar efter sig ett mycket långt spår av röntgenstrålande heta gaser som har upptäckts med hjälp av rymdteleskop Chandra.
Messier 86 har ett stort antal klotformiga stjärnhopar, totalt ca 3 800. Dess halo har också ett antal stjärnströmmar, som tolkats som rester av dvärggalaxer som har störts och absorberats av Messier 86. 

## Galleri

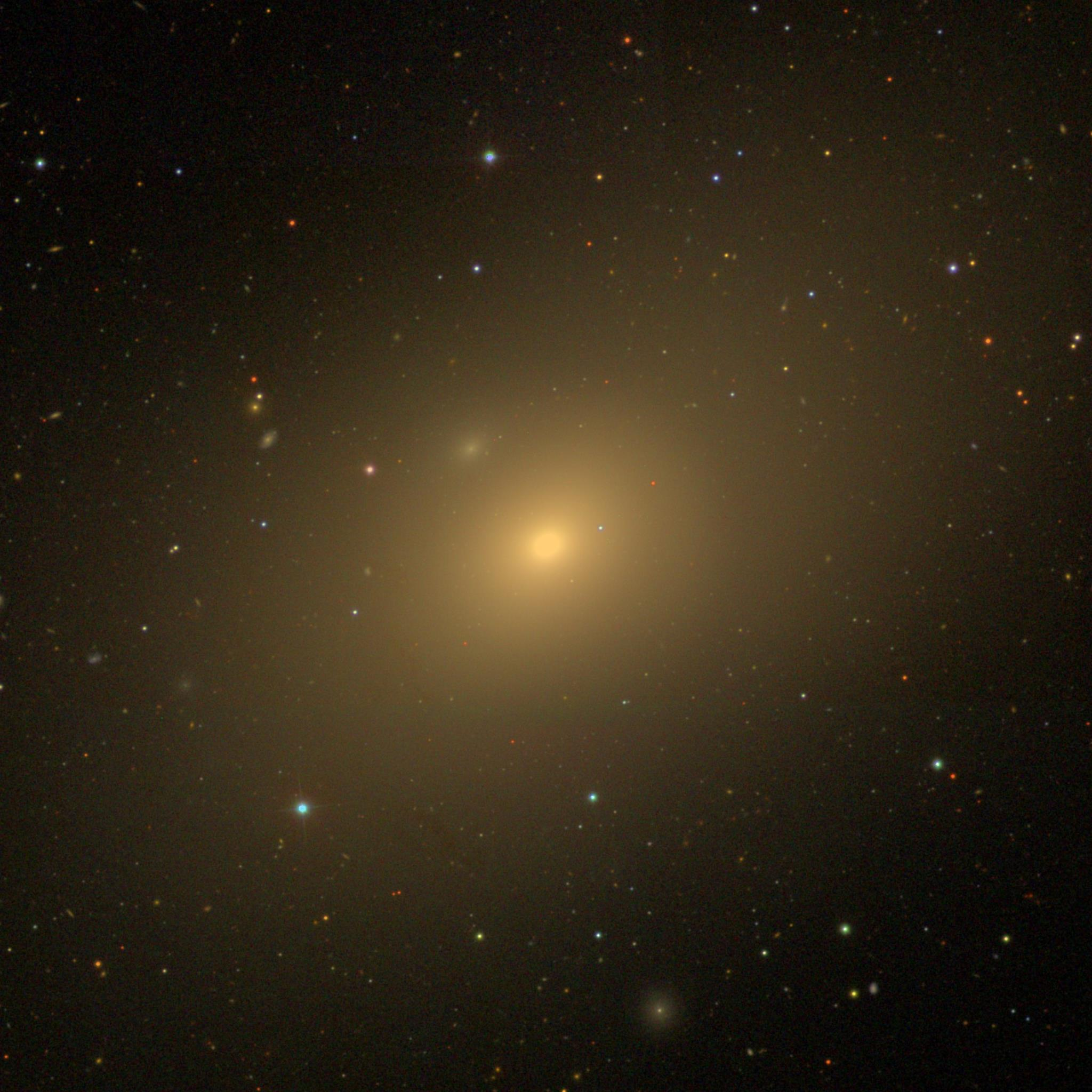
M86 av SDSS, NASA/STScI/WikiSky
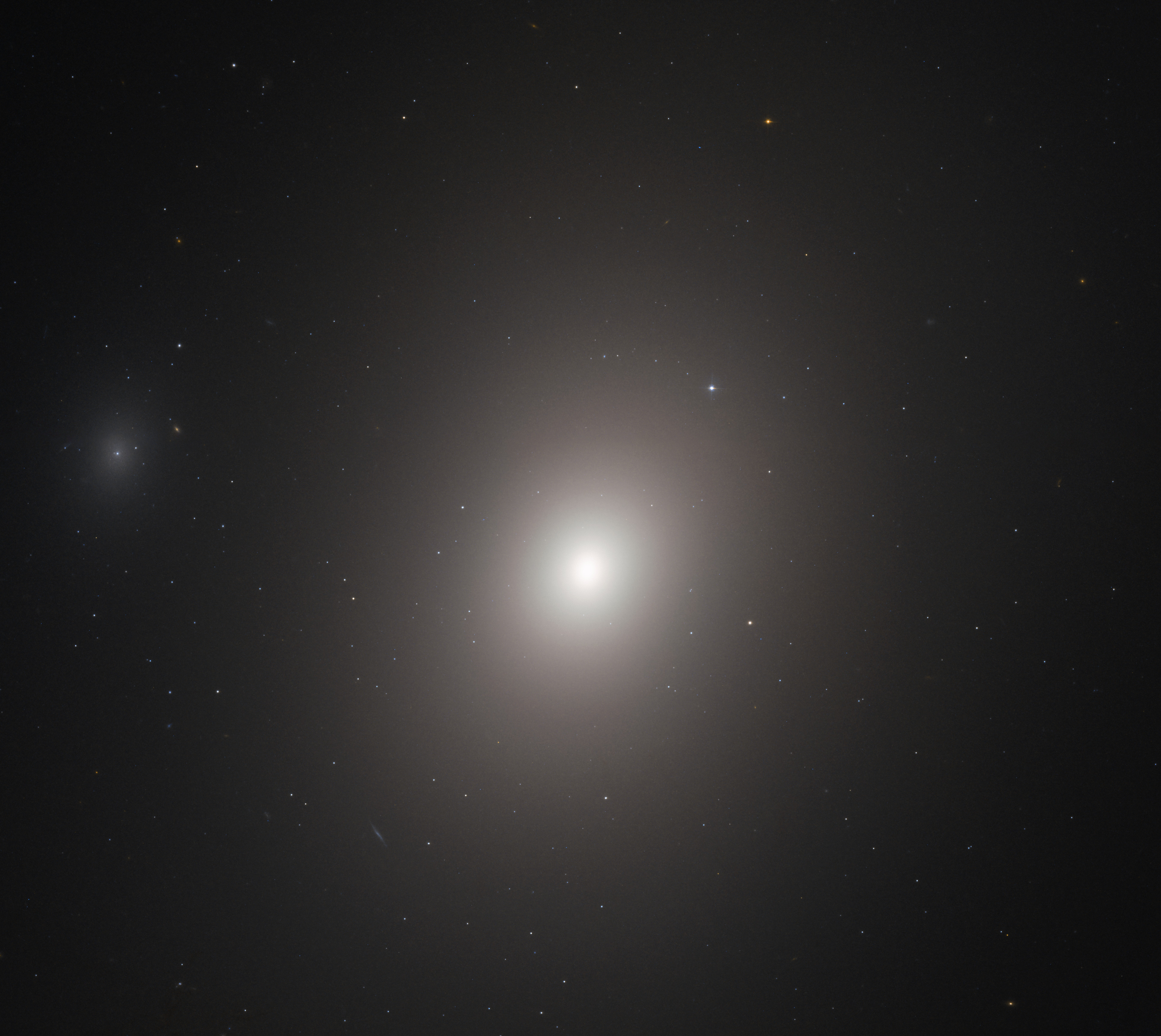
Astronomer diskuterar fortfarande om Messier 86 är en elliptisk galax eller linsgalax.
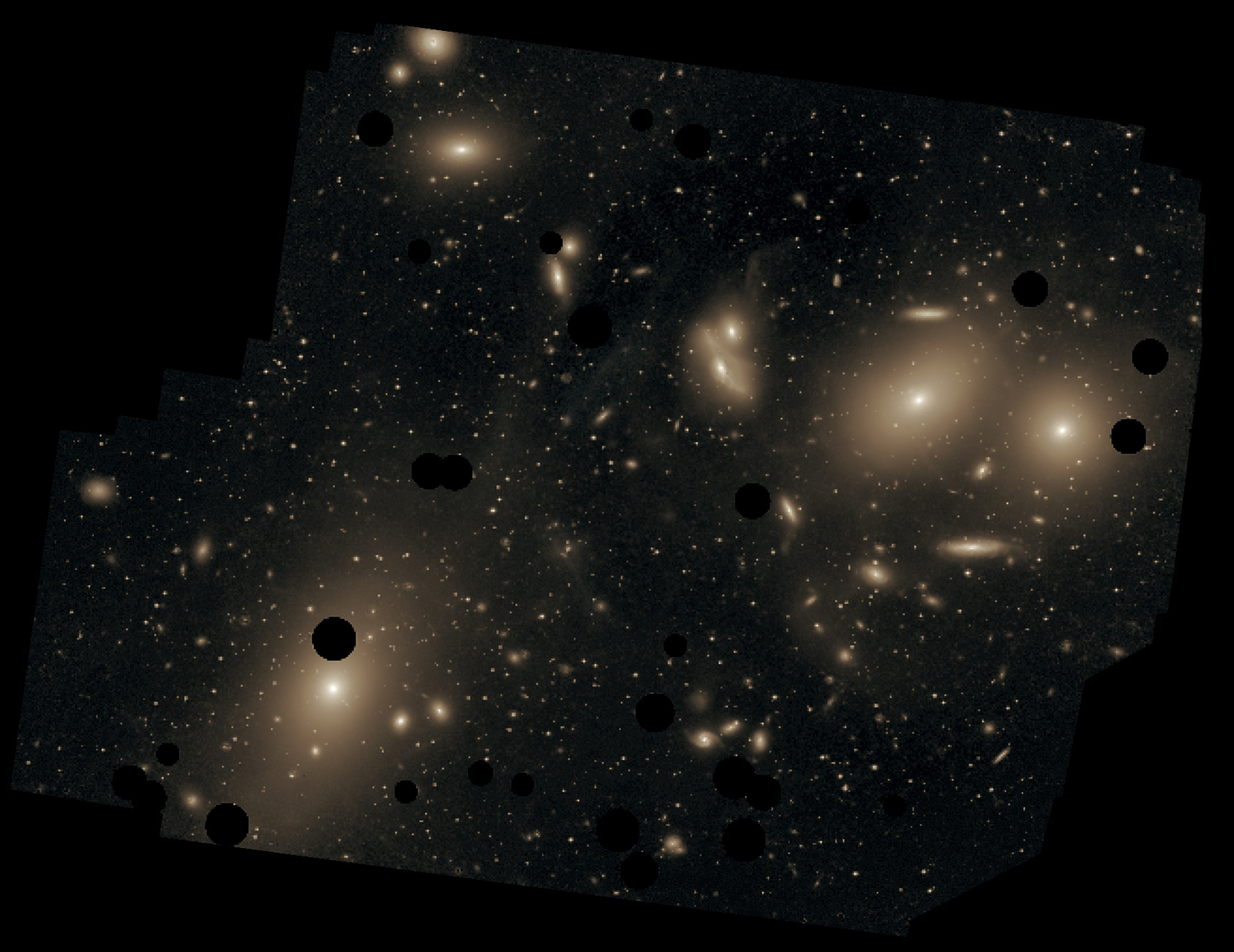
Virgohopen av galaxer (Burrell Schmidt teleskopet)